# Fürst Bismarck (Schiff, 1891–1924)

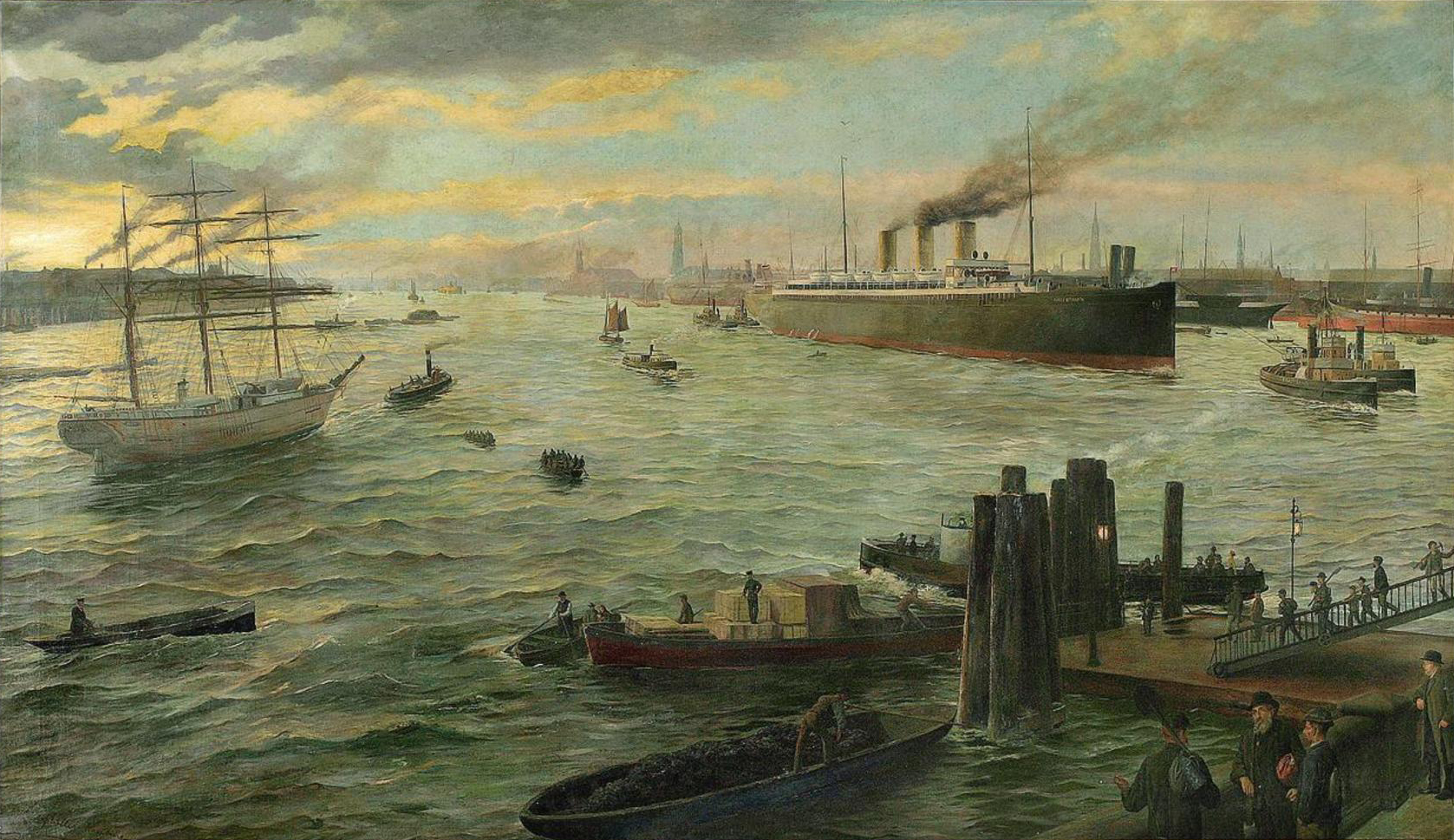
Hamburger Hafen mit Schnelldampfer Fürst Bismarck von Karl Josef Müller

Die erste Fürst Bismarck der Hamburg-Amerikanischen Packetfahrt-Actien-Gesellschaft (HAPAG) war der vierte Schnelldampfer der Gesellschaft nach den beiden etwas kleineren Schwestern Augusta Victoria und Columbia und dem bei der Fairfield Shipbuilding & Engineering Company, Glasgow, gebauten Schwesterschiff Normannia. Bei ihrer Fertigstellung durch die AG Vulcan Stettin war sie mit 8874 BRT das größte deutsche Passagierschiff.

## Schnelldampferflotte der HAPAG
Die vier Doppelschrauben-Schnelldampfer verkehrten von Hamburg über Southampton und Cherbourg nach New York. Auf der Rückfahrt liefen sie Plymouth statt Southampton an. Aus Besorgnis um die Sicherheit der großen Schiffe auf der Elbe fuhren die Dampfer im Liniendienst tatsächlich nicht bis Hamburg, sondern die Passagiere wurden auf der Hin- und Rückreise in Cuxhaven abgefertigt, wo sie mit dem Tender Blankenese an Bord gebracht beziehungsweise abgeholt wurden. Dies änderte sich erst 1897 mit der Fertigstellung des Neuen Hafens in Cuxhaven, der das Anlegen der Schnelldampfer erlaubte und durch die Fürst Bismarck erstmals genutzt wurde. Die Schiffe liefen dann weiter bis auf die Höhe von Brunshausen (heute Stadersand). Dort wurde die Ladung mit Leichtern gelöscht und neue Kohlen und Ladung aufgenommen.
Mit den Schnelldampfern bot die HAPAG einen wöchentlichen Schnelldienst zwischen den USA und Europa an, der in der Regel fünf oder sechs Tage für die Überfahrt benötigte.

## Technische Beschreibung
Die Fürst Bismarck hatte fünf mit Teak belegte Stahldecks und zwei Maste ohne Segelvorrichtung und wie ihre Schwesterschiffe drei Schornsteine. Wie die Schwesterschiffe war sie im Rumpf längsgeteilt und jede Hälfte hatte Querschotten. Jede Hälfte beherbergte eine Maschine mit eigener Kesselanlage. Dies wurde in der Werbung auch als Sicherheitselement herausgestellt. Der Doppelboden war ebenfalls vielfach unterteilt und konnte zum Teil als Ballasttank genutzt werden.
Die Kabinen der I. Klasse befanden sich mittschiffs; es gab Aufenthaltsräume für Damen wie Herren und nur für diese auch einen Rauchsalon. Die kleineren und einfacher ausgestatteten Kabinen für die II. Klasse waren zum Teil auf derselben Höhe, aber vorn und hinten im Schiff und hatten eigene Aufenthaltsräume. Im darunterliegenden Zwischendeck gab es Räume für ledige Männer, Frauen und Familien.
Das Schiff hatte Einrichtungen für 420 Passagiere der I. Klasse, 172 der II. Klasse und 700 Personen im Zwischendeck.

## Im Dienst der HAPAG
Die am 29. November 1890 nach der Taufe durch die Nichte des im gleichen März zurückgetretenen Reichskanzlers Otto von Bismarck von Stapel gelaufene Fürst Bismarck wurde am 25. April 1891 der HAPAG übergeben und trat am 8. Mai ihre Jungfernfahrt von Hamburg über Southampton nach New York an. Sie war schneller als ihre Schwesterschiffe und von ihr wird teilweise behauptet, sie habe das Blaue Band erobert. Tatsächlich hielt sie nur den Streckenrekord auf der von den deutschen und französischen Schiffen befahrenen Route.
Ab August 1892 hatten die HAPAG-Schiffe ein Problem wegen der Cholera-Epidemie in Hamburg und der strengen Quarantänebestimmungen in New York. Die Schnelldampfer liefen in dieser Zeit nur bis Southampton. Als im September 1893 kurzzeitig wieder vermehrt Cholera-Fälle auftraten, wurde Wilhelmshaven für eine Weile Endpunkt des Verkehrs der Schnelldampfer.
1893 wurde die Fürst Bismarck als durchschnittlich viertschnellstes Postschiff auf dem Nordatlantik erfasst, während das Schwesterschiff Normannia die schnellsten Durchschnittszeiten vor der Columbia erreichte. Die Augusta Victoria als langsamste des Quartetts lag auf Platz neun. Alle NDL-Schiffe waren wesentlich langsamer.
Am 22. Mai 1894 rammte die Fürst Bismarck nachts mitten im Atlantik den französischen Schoner Louise, dessen Besatzung ihr Schiff aufgab. Freiwillige des Schnelldampfers segelten das fast unbeschädigte Schiff bis zum 11. Juni nach Falmouth (Cornwall) zurück. Das Seeamt entschied, der Unfall sei auf die fehlerhafte Beleuchtung des Seglers zurückzuführen.
Bis zum Sommer 1894 hatte das Schiff 14 Fahrten vor allem mit Auswanderern in die USA durchgeführt. Die Töchter der Amerikanischen Revolution verliehen dem Schiff am 4. Juli 1894 für seine schnellen Überfahrten eine Kopie der Freiheitsglocke, um gleichzeitig an prominente deutsche Auswanderer zu erinnern. Der Kapitän versprach, diese immer zu läuten, wenn die Navesink Highlands oder das dortige Leuchtfeuer in Sicht komme.
Die Fürst Bismarck und ihre Schwestern scheinen 1892 bis 1894 auf der Ausreise teilweise Queenstown, Irland (seit 1922: Cobh) angelaufen zu haben. Auf der Nordatlantikroute blieb die Fürst Bismarck bis zum Start ihrer letzten Rundfahrt am 5. November 1903 im Einsatz.
Die Fürst Bismarck und ihre Schwestern  versahen ihren Dienst zuverlässig und schnell. Allerdings gab es im Winter kein ausreichendes Publikumsinteresse an der Querung des Nordatlantiks. Vom 22. Januar bis zum 21. März 1891 hatte daher die Augusta Victoria eine Mittelmeerkreuzfahrt von und nach Cuxhaven durchgeführt. Diese „Vergnügungsreisen“ ins Mittelmeer, nach Norden bis Spitzbergen oder zu den Westindischen Inseln wurden zu einem festen Bestandteil des Angebotes der HAPAG neben dem Linienverkehr. Die Fürst Bismarck führte Anfang 1894 auch eine touristische Mittelmeerfahrt ab New York durch.
Der Norddeutsche Lloyd (NDL) setzte seine Schnelldampfer im Winter von Mittelmeerhäfen nach New York ein. Dem schloss sich die HAPAG 1893 an und die Fürst Bismarck lief am 27. März 1894 erstmals auf der Route Genua–Neapel–Gibraltar–New York. Dabei handelte es sich vermutlich um die Rückfahrt der zuvor genannten Mittelmeerkreuzfahrt. Sie wurde regelmäßig in den folgenden Jahren im Winter auf dieser Strecke eingesetzt und verließ Neapel am 26. Januar 1902 letztmals in Richtung New York. Auf dieser Route arbeiteten HAPAG und NDL seit 1894 bis zum Winter 1900/1901 als Partner zusammen.

## Russischer HilfskreuzerDon
Russland erwarb 1904 (Russisch-Japanischer Krieg) aus Deutschland vier ältere Doppelschraubenschnelldampfer: die Kaiserin Maria Theresia des NDL und die Auguste Victoria, die Columbia und die Fürst Bismarck der HAPAG. Sie sollten als Hilfskreuzer eingesetzt werden.
Die Fürst Bismarck traf am 14. März 1904 als erster der angekauften Schnelldampfer in Libau ein. Beim Abnahmetest erreichte sie 20,09 Knoten. Es wurde sofort mit der Umrüstung begonnen. Wie auf den anderen Schiffen auch wurde der Platz für die Zwischendeckspassagiere in zusätzliche Kohlebunker verwandelt und es wurden Luken für eine Kohlenübernahme auf See geschnitten. Als Bewaffnung wurden zwei 12-cm-L/45-Geschütze, fünf 7,5-cm-L/50-Geschütze, acht 57-mm-Hotchkiss-Geschütze und zwei Maschinengewehre installiert. Am 13. Julijul./ 26. Juligreg. wurde die Fürst Bismarck als Don, zusammen mit der Kaiserin Maria Theresia als Ural, in Dienst gestellt. Das russische Oberkommando plante, die vier Hilfskreuzer nacheinander in den Atlantik zu senden, um zu kontrollieren, welche Schiffe mit Kriegsmaterial nach Japan unterwegs waren.
Ende Juli liefen die Don und die Ural zu einer Kontrollfahrt in den Atlantik aus. Bis Skagen wurden sie von zwei Zerstörern begleitet, die sie für die Rückfahrt mit Kohlen versorgten. Anfangs hatte die Ural Schwierigkeiten, die geplante Geschwindigkeit zu halten, und zwang die Don zu mehreren Stopps. Später hatte auch diese Probleme, da sich zeigte, dass die Heizer mit der Kesselanlage nicht vertraut waren. Zudem war ein Kessel nicht dicht. Am 25. Juli trennten sich die Schiffe auf der Höhe von Lissabon. Die Ural lief in Richtung Gibraltar und Kap Finisterre, während die Don weiter nach Süden vor die afrikanische Küste ging. Sie lief bis in das Gebiet der Kanaren, hatte aber ständig Maschinenprobleme, wenn sie ein Schiff verfolgen wollte, um es zu kontrollieren. Daher lief sie nach Vigo zurück, um dort Kohlen und Ersatzteile zu beschaffen. Der Hilfskreuzer Ural hatte inzwischen bereits die Rückfahrt angetreten und auch die Don erhielt den Befehl, zurückzukehren, da der Hilfskreuzer Terek auslief. Trotz erneuter Probleme mit dem Kessel Nr. 4 erreichte die am 17. August aus Vigo ausgelaufene Don am 20. den Pas de Calais und am 24. August Libau. Sie hatte 7038 Seemeilen zurückgelegt und 3932 t Kohlen verbraucht.
Sie wurde sofort in die Reparatur gegeben, war aber nicht rechtzeitig einsatzbereit, um mit dem Zweiten Pazifischen Geschwader nach Fernost auszulaufen.
Im Januar 1905 wurde nochmals erwogen, die Don in die Nordsee zu entsenden, der Zustand ihrer Kessel verhinderte jedoch einen Einsatz. Im Oktober wurde mit der Abrüstung des Hilfskreuzers begonnen und am 13. Oktober wurde die Don aus der Liste der Kriegsschiffe gestrichen.
Die Pläne, die drei verbliebenen ehemaligen HAPAG-Schnelldampfer zivil einzusetzen, wurden nur bei der ehemaligen Fürst Bismarck verwirklicht. Sie wurde wieder zum Passagierschiff umgebaut und kam als Moskau der Russischen Freiwilligen Flotte am 30. April 1907 auf der Strecke Libau–Rotterdam–New York zum Einsatz. Nach nur vier Rundreisen wurde sie wieder stillgelegt, da ein wirtschaftlicher Erfolg sich nicht einstellte.

## Dienst in der Österreichischen Marine

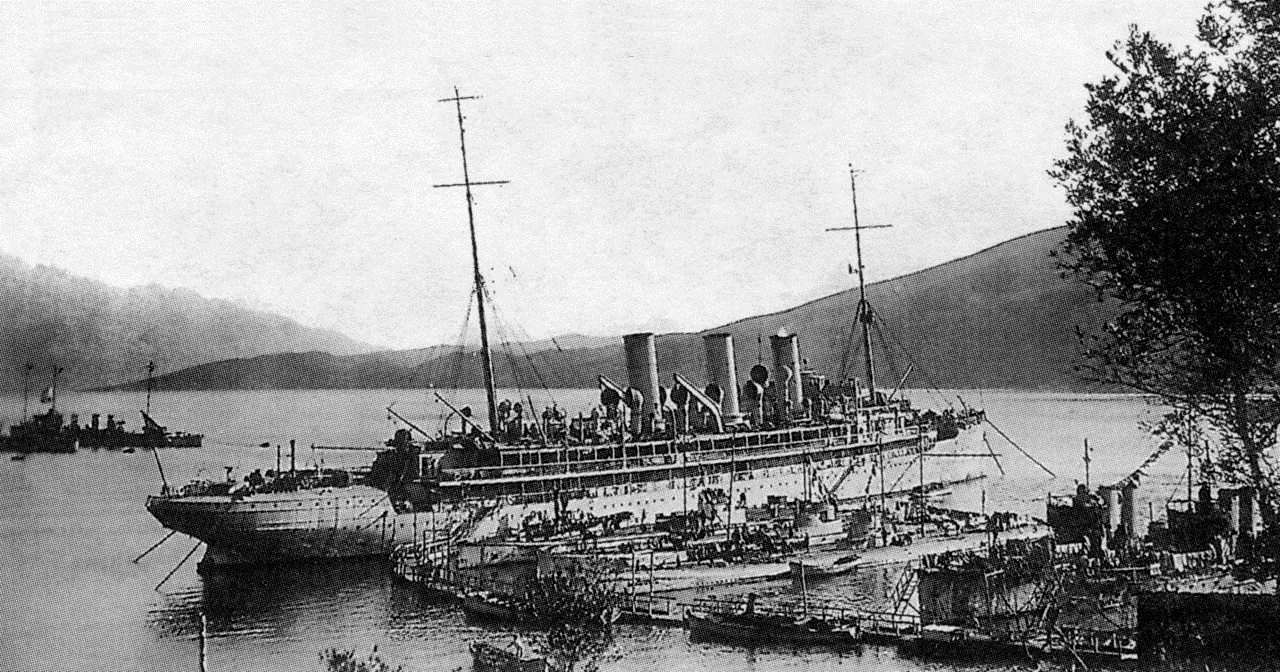
Die Gäa mit U-Booten in Cattaro

Am 8. Juli 1909 übernahm die Österreichisch-Ungarische Kriegsmarine das Schiff in Stettin als SMS Gäa und rüstete es mit vier 7-cm-L45-Geschützen aus, bevor am 3. August 1909 der Umbau zum Torpedodepotschiff begann. Hierbei wurde die Bewaffnung um vier 12-cm-L35-Geschütze erweitert und Laderaum für 81 Torpedos und 100 Minen geschaffen. Am 14. Mai 1910 wieder in Dienst gestellt, nahm die Gäa bis 1912 an den Sommermanövern aktiv teil. Danach in Reserve wurde sie am 31. Juli 1914 wieder aktiviert. Sie verlegte in die Bucht von Kotor, um die Kreuzerflottille zu unterstützen. 1915 wurde sie dann Mutterschiff für U-Boote in Cattaro, darunter auch für die deutschen U-Boote der U-Flottille Mittelmeer.
Beim Matrosenaufstand von Cattaro im Februar 1918 war die Gäa eines der Hauptschiffe der Aufständischen.
Im November 1918 transportierte sie tschechische und österreichische Matrosen der inzwischen vom südslawischen Nationalrat übernommenen Marine nach Fiume und Pola, wo die Italiener den ehemaligen Schnelldampfer beschlagnahmten.

## Letzter Einsatz
Als San Giusto führte sie im Januar 1921 für die Cosulich Line noch eine letzte Fahrt von Triest über Neapel nach New York durch. Dabei zeigte sich, dass der Rumpf des Schiffes in einem schlechten Zustand war.
Man verzichtet auf weitere Einsätze und 1923–24 wurde das Schiff bei der Firma Breda in Triest abgebrochen. Die Berichte über Fahrten nach Südamerika sind unbestätigt.